# Eduard Löwen
Eduard Löwen (Idar-Oberstein, 28 januari 1997) is een Duits-Russische voetballer die bij voorkeur als defensieve middenvelder speelt. Hij verruilde FC Nürnberg in 2019 voor Hertha BSC.

## Clubcarrière
Löwen speelde in de jeugd bij SV Hottenbach, FC Kaiserslautern en FC Saarbrücken. In 2016 trok hij naar FC Nürnberg. Op 12 maart 2017 debuteerde de verdedigende middenvelder in de 2. Bundesliga tegen Arminia Bielefeld. In 2018 promoveerde de club naar de Bundesliga. In 2019 tekende hij bij Hertha BSC, dat hem in 2020 een halfjaar verhuurde aan FC Augsburg.

## Interlandcarrière
Löwen debuteerde in 2017 voor Duitsland –21.